# Берестейська в'язниця
Берестейська в'язниця — місце ув'язнення в Бересті.

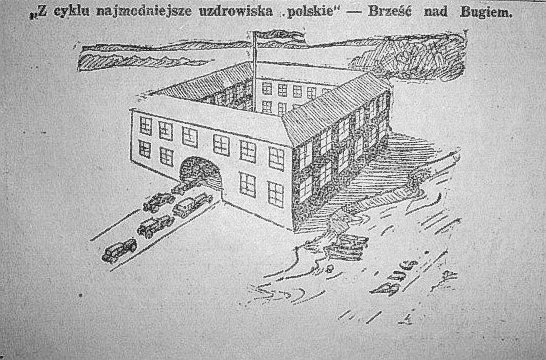
Берестейська в'язниця. Сатира на Берестейський процес

Призначене для утримання кримінальних, релігійних і політичних в'язнів. Споруджене в 60-х рр. XIX століття. На території Берестейської фортеці під в'язницю використовували будинок колишнього монастиря Бригідок, у зв'язку з чим її називали Бригідки. Заклад дав назву голосній політичній судовій справі Берестейському процесу. В другій половині 30-х у в'язниці проводились випробування хімічної і бактеріологічної зброї.
У вересні 1939 року військова в'язниця стала місцем ув'язнення активістів німецьких організацій Польщі. Понад десяток німців були направлені з в'язниці у Гроджіску Вєлькопольським у супроводі начальника тюрми Влоджімєжа Душєвіча, трьох вартових і кількох поліцейських  [Архівовано 5 березня 2012 у Wayback Machine.]. Звільнені німецькими військами. Нацистська пропаганда використала цей факт як виправдання агресії проти Другої Річипосполитої.
У камері розміром 40 м² під кінець 1939 року перебувало 30 осіб, у березні 1940 — 60, у квітні 1940 — 90.
22 червня 1941 року охорона втекла. Німецька військова влада звільнила в'язнів.

## Коменданти
- полковник Вацлав Костек-Бернацький (серпень 1930) — призначений на цю посаду особисто Юзефом Пілсудським. Спеціалізувався на вишуканих способах психологічного тиску на в'язнів. Свідомо поміщав у одній камері політичних ворогів: польських ендеків з українськими діячами.

## В'язні-прибічники греко-католицької церкви
- Гаврилюк Онопрій (с. Корчівка)
- Калиновський Лев
- Микитюк Роман (с. Ольшанка)
- Петрук Филип (с. Ольшанка)
- Янчук Андрій (с. Корниця)

## Відомі політичні в'язні
- Гаврилюк Олександр
- Бандера Степан
- Вислоцький Олександр
- Галів Тимофій
- Когут Осип
- Ліщинський Іван
- Паліїв Дмитро ( — листопад 1930)
- Прохода Василь
- Целевич Володимир